# Robert Rollwage
Robert Rollwage (* 28. Juli 1912 in Sehlde, Landkreis Wolfenbüttel; † 12. Juni 1989 ebenda) war ein deutscher Politiker (CDU) und Mitglied des Niedersächsischen Landtages.
Nach dem Ende der Volksschule besuchte Robert Rollwage für fünf Jahre in Hildesheim eine höhere Landwirtschaftsschule. Zum 1. Mai 1932 trat er der NSDAP bei (Mitgliedsnummer 1.095.251). 
Er übernahm die Leitung des landwirtschaftlichen Betriebes seines Vaters nach dessen Tod 1936. In der Zeit des Zweiten Weltkrieges diente er bis 1945 in der Luftnachrichtentruppe der Wehrmacht. 
Nach Kriegsende engagierte sich Rollwage in der Feuerwehr, so wurde er 1954 im Landkreis Wolfenbüttel Kreisbrandmeister (bis 1977) und im Jahr 1962 zum Vorsitzenden des Braunschweiger Feuerwehrverbandes gewählt. Er wurde 1956 Gemeinderatsmitglied und 1961 Abgeordneter des Kreistages.
Vom 20. Mai 1963 bis 5. Juni 1967 war er Mitglied des Niedersächsischen Landtages (5. Wahlperiode). 
Robert Rollwage war verheiratet. 